# Rochester Castle
Rochester Castle er et slot på østsiden af floden Medway i Rochester i Kent i South East England. Keepen fra 1100-tallet er et af de bedst bevarede i England og Frankrig.
Slottet, der både ligger på Medway og Watling Street, har været en strategisk vigtigt kongelig fæstning. I den sene middelalder var det med til at beskytte Englands sydøstkyst mod invasion. Den første fæstning på stedet blev grundlagt umiddelbart efter den normanniske erobring af England. Det blev herefter givet til biskop Odo af hans halvbror Vilhelm Erobreren. Under oprøret i 1088 om retten til den engelske trone, støttede Odo Robert Curthose, Vilhelms ældste søn, mod William Rufus. Det var under den konflikt, at fæstningen blev brugt militært første gang; byen og slottet blev belejret, efter Odo gjorde Rochester til hovedkvarter for oprøreret. Efter garnisonen kapitulerede blev den første borg forladt.
Mellem 1087 og 1089 bad Rufus Gundulf, Biskop af Rochester, om at bygge en ny stenfæstning i byen. Han etablerede det nuværende omfang af slottet. Selv om det er ændret meget i de næste århundreder, er dele af Gundulfs arbejde bevaret. I 1127 skænkede Henry 1. slottet til ærkebiskoppen af Canterbury i al evighed. William de Corbeil byggede en stor keep, der stadig dominerer slottet. I løbet af 1100-tallet var slottet i ærebiskoppens eje.
Under den første baronkrig (1215–1217) under kong Johns styre, blev slottet erobret fra ærkebiskop Stephen Langton og brugt mod kongen, som belejrede det. Barnwell chronicler bemærkede at "i vores tid, er der ikke kendt til en så hård belejring eller en så hård modstand". Efter at have udstået belejringen i syv uger overgrav garnisonen sig. Selv om slottet havde lidt stor skade, med revner i ydermurene og det ene hjørne af keepen var kollapset, var det sult der i sidste ende fik forsvarerne til at overgive sig. Slottet forblev ikke under kong Johns kontrol; i 1216 blev det erobret af den franske prins Ludvig, som var den nye leder af baronernes fraktion. John døde og blev fulgt af Henrik 3. i 1216; året efter sluttede krigen og slottet kom atter under kongelig kontrol.
Rochester blev belejret en tredje gang i 1264 under den anden baronkrig (1264–1267). Slottets kongelige konstrabel, Roger de Leybourne, holdt Rochester for at støtte Henrik 3. Oprørernes hær blev ledet af Simon de Montfort og Gilbert de Clare; de indtog byen uden at forsøge at erobre slottet. Endnu engang modstod forsvarerne belejringen, og denne gang måtte den angribende hær opgive belejringen, da Henrik 3. selv ankom med en hær. Selv om garnisonen ikke overgav sig, led Rochester Castle store skader, og de blev ikke repareret før det følgende århundrede. Sidste gang slottet indgik i kamphandlinger var i 1381, da det blev erobret og udplyndret under Bondeoprøret i England. I takt med at Rochester Castles funktion ophørte, blev dets materialer genbrugt andre steder. Slottet med omgivelser blev åbnet som park for offentligheden i 1870'erne. I 1800- og 1900-tallet er der udført reparationer. Slottet er en listed building af 1. grad og et Scheduled monument. I dag er ruinerne vedligeholdt af English Heritage og er åbne for offentligheden.